# ویرجین بوکس
ویرجین بوکس (انگلیسی: Virgin Books) شرکت انتشارات بریتانیایی است، که در سال ۱۹۷۹ توسط ریچارد برانسون تأسیس شد.